# Bill Skarsgård
Bill Istvan Günther Skarsgård (født 9. august 1990) er en svensk skuespiller, mest kendt som Pennywise i IT og Matthew i The Divergent Series: Allegiant
Bill Skarsgård er søn af af skuespilleren Stellan Skarsgård og My Skarsgård, og bror til Alexander Skarsgård, Gustaf Skarsgård, Sam, Eija, Valter og halvbror til Ossian og Kolbjörn. I 2011 blev Bill nomineret til en Guldbagge for sin præstation i I rymden finns inga känslor. Bill fik i 2012 sin første rolle i USA i Netflixs tv-serie Hemlock Grove. Her spiller han en større rolle som den unge ustyrlige men charmerende rigmandssøn og Upir Roman Godfrey.

## Filmografi

### Film
| År   | Film                        | Rolle           | Noter    |
| ---- | --------------------------- | --------------- | -------- |
| 2000 | Jerngænget                  | Klasse          |          |
| 2007 | Müskväll                    | Victor          | Kortfilm |
| 2008 | Arn: Riget ved vejens ende  | Erik            |          |
| 2009 | Kenny Begins                | Pontus          |          |
| 2010 | I rymden finns inga känslor | Simon           |          |
| 2010 | Himlen er uskyldigt blå     | Martin          |          |
| 2011 | Kronjuvelerne               | Richard Persson |          |
| 2011 | Simon och ekarna            | Simon           |          |
| 2012 | Anna Karenina               | Makhotin        |          |
| 2013 | Victoria                    | Otto            |          |
| 2017 | It                          | Pennywise       |          |
| 2017 | Sámi Blood                  | Niklas          |          |
| 2018 | Deadpool 2                  |                 |          |
| 2019 | It del 2                    | Pennywise       |          |
| 2021 | Eternals                    |                 |          |
| 2022 | Barbarian                   | Keith           |          |

### Tv-serie
| År   | Tv-serie         | Rolle         |
| ---- | ---------------- | ------------- |
| 2002 | Pappa Polis      | Tony          |
| 2008 | Livet i Fagervik | Morten        |
| 2012 | Hemlock Grove    | Roman Godfrey |
| 2018 | Castle Rock      | The Kid       |